# Annetta Bos-Visser
Annetta Gesina Bos-Visser (Rotterdam, 1 juni 1842 – 10 februari 1931) was een Nederlands-Surinaams welzijnswerkster. Ze was oprichter van de Stuiversvereniging en van de bewaar- en zondagsschool Bedehuis Annette.

## Biografie
Annetta Visser vierde haar elfde verjaardag toen ze in 1853 met haar ouders en twee zusjes aankwam in Suriname. Haar vader was tot dan toe zeekapitein en werd op de plantage Kerkshoven administrateur. Ze voelde al op jonge leeftijd aandrang om misdeelde en verwaarloosde kinderen van slaafgemaakten te helpen en mocht na enig aandringen bij haar vader zondags een groepje kinderen leren lezen en ze Bijbelverhalen vertellen.
Op haar zeventiende trouwde ze met 30-jarige A.F. Bos, eveneens een zeekapitein. Ze verhuisden naar het pand aan het Gouvernementsplein 8. Hun eerste kind overleed na drie maanden en daarna is het echtpaar kinderloos gebleven. Hij overleed toen hij 53 was, zij was toen 35 jaar. Hij liet haar de suikerplantage Accaribo aan de Surinamerivier na die ze bij inschrijving verkocht.
Ze legde zich toe op maatschappelijk werk binnen de gelederen van de Hervormde Kerk. In 1897 was zij de oprichtster van de Stuiversvereniging die overleden kerkleden voorzag van een fatsoenlijke begrafenis als ze die zelf niet konden betalen. De vereniging bestaat begin 21e eeuw nog steeds.
Daarnaast begon ze samen met drie andere vrouwen het Bedehuis Annette, aanvankelijk nog op bescheiden schaal, met de opvang van wezen en arme kinderen. In 1902 betrok ze met de bewaarschool en zondagsschool een klein kerkgebouw op 's Landsgrond Boniface, noordwestelijk buiten de stad. Van de kinderen kreeg ze de koosnaam Mama Bos. Een van haar leerlingen was Henk van Ommeren die in 1926 onder leiding van Gerold Stahel een expeditie ondernam naar het Wilhelminagebergte. Later werd ook onderdak geboden aan bejaarden.
Haar liefdadigheidswerk financierde ze met jaarlijkse fancy fairs, tombola's en tuinfeesten. Op 5 juli 1925 werd een grote uitbouw ingewijd in aanwezigheid van gouverneur Aarnoud baron van Heemstra. Sindsdien werden meer dan honderd kinderen opgevangen.
Annetta Bos-Visser overleed op 10 februari 1931 en de dag erna onder zeer grote belangstelling begraven op het kerkhof de Oranjetuin.

## Eerbetoon
Toen ze in 1908 tijdelijk ernstig ziek was, gaf gouverneur Dirk Fock opdracht om geen kogels af te schieten bij aankomst van de mailboot. Ook laste hij omwille van haar rust toen alle muziekoptredens op plein af.
Ze werd onderscheiden als Ridder in Orde van Oranje Nassau. Postuum werd op 23 februari 1935 een marmeren gedenkplaat van haar onthuld in de kerk van 's Landsgrond Boniface. Deze werd later verplaatst naar de Centrumkerk in Paramaribo.

## Galerij
| 's Landsgrond Boniface, circa 1906-1913 |
| 's Landsgrond Boniface, circa 1906-1913 |